# Елена Феранте
Ѐлена Ферàнте (на италиански: Elena Ferrante) е псевдоним на италианска писателка (или писател) на бестселъри в жанра съвременен роман и психологическа драма. Известна е с поредицата „Гениалната приятелка“.
През 2016 г. списание „Тайм“ я включва сред 100-те най-влиятелни личности в света.

## Биография и творчество
Елена Феранте е родена на 18 октомври 1943 г. в Неапол, Италия, където израства. Завършва висше образование по филология.
Споменава Елса Моранте като един от любимите си автори.
Първият ѝ роман – „Тягостна любов“ излиза през 1992 г. Той е удостоен с наградата „Остров Прочида на Артуро-Елса Моранте“ и наградата „Сребърен Оплонти“, и е номиниран за наградата „Стрега“ и наградата „Артемизия“. През 1995 г. е екранизиран в едноименния филм с участието на Анна Бонаюто и Анджела Луза, с режисьор Марио Мартоне, в конкурса на 48-ия филмов фестивал в Кан.
Следващият ѝ роман „Дни на самота“, публикуван през 2002 г., е финалист за Награда „Виареджо“ и е екранизиран в едноименният филм на Роберто Фаенца, в конкурса на 62-ия Международен филмов фестивал във Венеция.
През 2006 г. излиза романът ѝ „Непознатата дъщеря“, екранизиран през 2021 г. в едноименния филм с режисьор Маги Джилънхол. От тази творба Феранте през 2007 г. черпи вдъхновение за детската история „Нощния плаж“.
През 2012 изд. Edizioni e/o събира тези първи три романа, обединени от темата за негативната, травматична и дестабилизираща любов, в един том – Cronache del mal d'amore („Хроники на любовната мъка“).
През 2011 г. излиза първият том от поредицата „Гениалната приятелка“, през 2012 г. вторият – „Новото фамилно име“, през 2013 г. третият – „Тази, която си отива, тази, която остава“, и през 2014 г. четвъртият и последен – „Историята на изгубеното дете“. Главни героини, от 1950-те години в най-бедните квартали на Неапол, Елена Греко и Лила Черуло, са приятелки и като тийнейджърки се опитват да намерят себе си и пътя в живота. Прилежната и старателна Елена е обсебена от природно надарената, темпераментна и твърдоглава Лила, като се стреми да ѝ подражава, в съревнование за признанието на учителите, вниманието на момчетата и статута в обществото. Когато Лила изчезва безследно, Елена се решава да напише историята за живота им.
През 2017 г. американската телевизия HBO, в сътрудничество с италианската Rai, обявява продукцията на телевизионния сериал „Гениалната приятелка“, базиран на първия роман от поредицата. Сериалът, режисиран от италианския режисьор Саверио Костанцо и с премиера извън конкурса, е на Филмовия фестивал във Венеция през 2018 г. Той е излъчен със световна премиера по HBO от 18 ноември до 10 декември 2018 г. В Италия е излъчен по Rai 1 и качен на TIMvision от 27 ноември до 18 декември 2018 г. Вторият сезон, базиран на втория роман, започва излъчване по Rai 1 на 10 февруари 2020 г. Третият сезон, базиран на третия роман, започва излъчване на 6 февруари 2022 г. Към 2023 г. се заснема 4-ти, последен сезон. Трите сезона на „Гениалната приятелка“ са излъчени в България по HBO.
През ноември 2014 г. Феранте е включена в Списъка на стоте най-влиятелни мислители на сп. „Форин Полиси“ в категорията „Хронист“. През април 2016 г. попада в списъка в Категория „Творци“ сред 100-те най-влиятелни личности на 2016 г. според сп. „Тайм“.
Последният роман на Феранте – „Измамният живот на възрастните“, излиза на 7 ноември 2019 г. Той е екранизиран в телевизионен сериал, добавен в Нетфликс на 4 януари 2023 г.
Елена Феранте е оценена и извън Италия, особено в Съединените щати, където четири от нейните романи намират одобрение сред публиката с превода на Ан Голдщайн, благодарение на издателската къща Europa Editions. На 12 юли 2024 г. вестник „Ню Йорк Таймс“ короняса „Гениалната приятелка“ за най-добрата книга на 21. век.
Творбите ѝ в България са издадени от издателство „Колибри“.
Тя е сред писателите, които (наред с Капка Касабова) се обръщат към англичаните с призив да не подкрепят Брекзит.

## Въпросът за идентичността
Съществуват различни предположения за самоличността на Елена Феранте. Широко разпространено е мнението, че нейното име е псевдоним, въпреки че тази хипотеза не е потвърдена от Феранте. До ден днешен издателите ѝ, сем. Сандро Фери и Сандра Оцола, разтревожено предупреждават, че при разкриване на самоличността ѝ тя/той ще спре да пише.
Сред възможните личности зад псевдонима фигурират Анита Рая, неаполитанска есеистка и преводачка, кадър на издателство Е/О и съпруга на писателя и сценариста Доменико Старноне, самият Старноне, Гофредо Фофи (роден в Губио, в Умбрия ) – есеист, активист, журналист и филмов, литературен и театрален критик, както и издателите Сандро Фери и Сандра Оцола от Издателство E/O. Стилови и стилометрични изследвания ориентират идентификацията към името на Доменико Старноне. Към тях се добавят и кореспонденции относно познати герои, присъстващи в романите на Старноне и Феранте. В този смисъл доста значима е публицистиката на Симоне Гато, потвърждавайки анализа на Луиджи Галела.
Според хипотезата на критика и романиста Марко Сантагата, който се опитва да разкрие самоличността на Феранте, зад псевдонима се крие историчката нормалист Марчела Мармо, професорка в Неаполитанския университет „Федерико II“. Други следи обаче сочат към философа Марчело Фриксионе, макар че задълбочените екологични и описателни познания за някои неаполитански области, присъстващи в книгите, не се съчетават с хипотезата, свързана с Фриксионе, който е родом от Генуа.
През октомври 2016 г. хипотезата, че Феранте е Анита Рая, е подсилена след публикуването на статия във вестник Sole24or, възприета от основните международни вестници, Автор на предположението е разследващият журналист Клаудио Гати, чиито твърдения се основават включително на проверка на имотното състояние на Анита Рая и рязкото увеличаване на хонорарите ѝ, съвпадащо по време с бума на тетралогията. Този метод е твърдо осъден от Сандра Оцола, без обаче истинско отричане.
През февруари 2022 г. журналистът Клаудио Гати се връща към темата, посочвайки като основна цел на своето изследване идентифицирането на „биографично-културен интерпретационен ключ към нейните романи“ чрез еврейския произход на Анита Рая.
Без да разкрива самоличността си, писателката издава публицистичната книга „Отломката“ (La frantumaglia), именно за да задоволи любопитството на публиката към нея; там събира писмата на авторката до нейния издател, няколкото нейни интервюта и кореспонденцията ѝ с изключителни читатели. Основната функция на произведението е да накара читателя да разбере причините, които карат автора да остане скрит. Самата писателка говори за желанието си за самосъхранение на личния си живот, желание да спазва определена дистанция и да не се поддава на стремежа на някои писатели за лъжа, за да изглеждат така, както вярват, че публиката очаква от тях. Феранте е убедена, че нейните книги не се нуждаят от нейна снимка на корицата или рекламни презентации: те трябва да се възприемат като „самодостатъчни организми“, към които присъствието на автора не може да добави нищо решаващо, като по този начин дава живот на безпрецедентно авторско изпълнение на отсъствие.

## Произведения

### Самостоятелни романи
- L’amore molesto (1992)
Тягостна любов, изд.: ИК „Колибри“, София (2021), прев. Иво Йонков
- I giorni dell’abbandono (2002)
Дни на самота, изд.: ИК „Колибри“, София (2009), прев. Дария Карапеткова
- La figlia oscura (2006)
Непознатата дъщеря, изд.: ИК „Колибри“, София (2021), прев. Тонина Манфреди
- La vita bugiarda degli adulti (2019)
Измамният живот на възрастните, изд.: ИК „Колибри“, София (2020), прев. Иво Йонков

### Серия „Гениалната приятелка“ (L’amica geniale)
1. L’amica geniale (2011)
Гениалната приятелка, изд.: ИК „Колибри“, София (2016), прев. Вера Петрова
2. Storia del nuovo cognome (2012)
Новото фамилно име, изд.: ИК „Колибри“, София (2017), прев. Вера Петрова
3. Storia di chi fugge e di chi resta (2013) 
Тази, която си отива, тази, която остава, изд.: ИК „Колибри“, София (2018), прев. Мария Добрева
4. Storia della bambina perduta (2014) 
Историята на изгубеното дете, изд.: ИК „Колибри“, София (2019), прев. Иво Йонков

### Детска литература
- La spiaggia di notte (2016)

### Публицистика
- La Frantumaglia (2003, 2007, 2016 – 2-ро прер. и доп. изд.)
- L'invenzione occasionale (2019)
- I margini e il dettato (2021)
Между полетата на страницата, изд.: ИК „Колибри“, София (2023), прев. Ния Филипова

### Екранизации
Кино
- L'amore molesto, реж. Марио Мартоне (1995)
- I giorni dell'abbandono, реж. Роберто Фаенца (2005)
- La figlia oscura (The Lost Daughter), реж. Маги Джилънхол (2021)

Телевизия
- L'amica geniale, реж. Саверио Костанцо, Алис Рорвахер и Даниеле Лукети – тв сериал (2018 – ), 24 еп. към 27 февр. 2022 г.
- La vita bugiarda degli adulti, реж. Едуардо де Анджелис – тв сериал (2023)